# Tommy Tucker

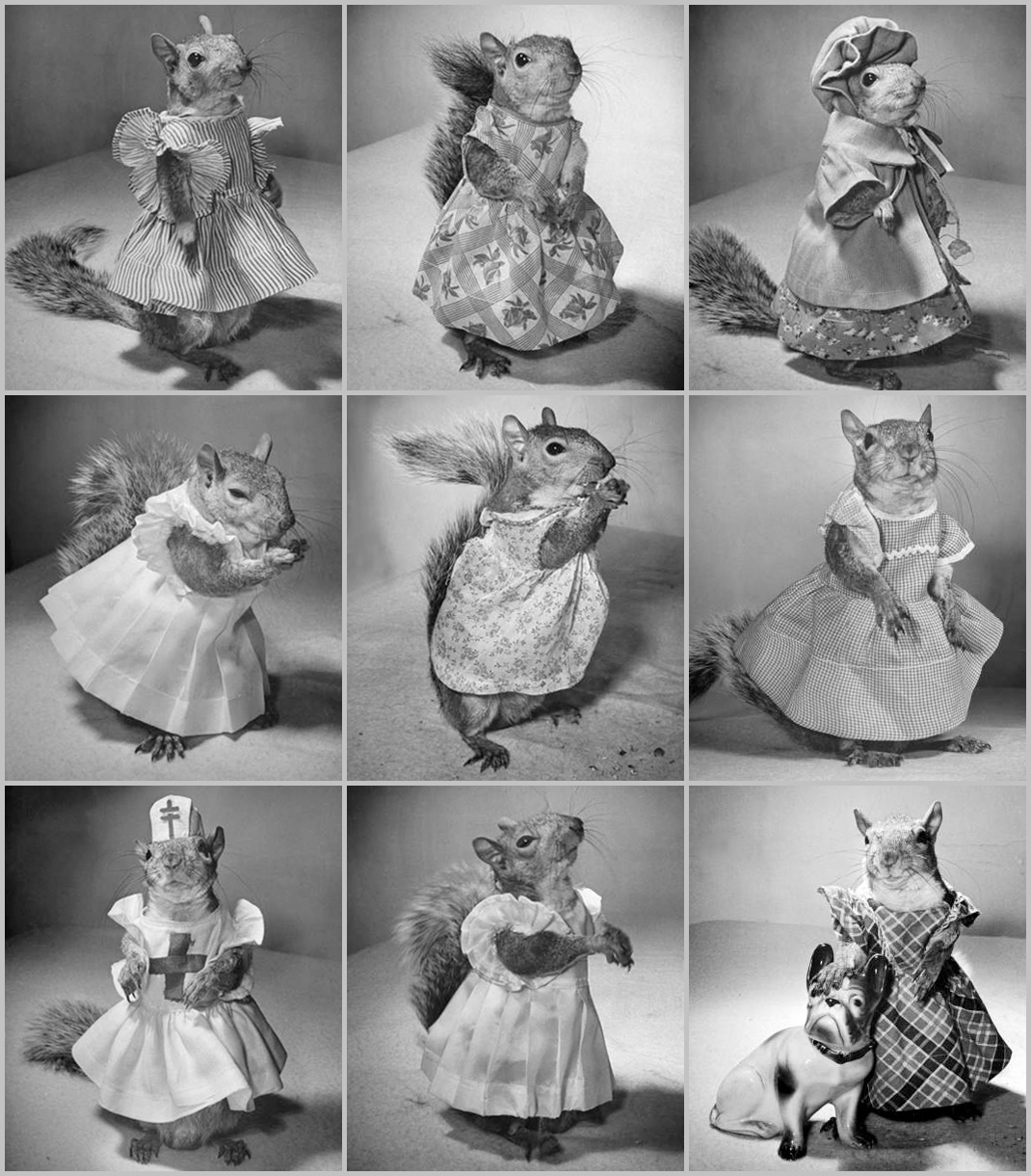
O esquilo Tommy Tucker.

Tommy Tucker (que morreu em 25 de junho de 1949) foi um esquilo-cinzento macho que se tornou uma celebridade nos Estados Unidos, fazendo turnê pelo país usando roupas de mulheres enquanto fazia truques, entretendo as crianças, e vendendo títulos para financiar o esforço de guerra, permanecendo na ativa entre 1943 e 1949. Um colunista do Washington Post o chamou de "o esquilo mais famoso a sair de Washington".